# Vimodrone
Vimodrone es un municipio italiano situado en la ciudad metropolitana de Milán. Tiene una población estimada, a fines de febrero de 2023, de 16 752 habitantes.

## Evolución demográfica
| Gráfica de evolución demográfica de Vimodrone entre 1861 y 2023 |
|                                                                 |
| Fuente: ISTAT - Elaboración gráfica de Wikipedia                |